# Lars Johannes Lie
Lars Johannes Lie, född den 30 mars 1831 i Kristiania (nuvarande Oslo), död där den 30 november 1917, var en norsk läkare. Han var kusin till Sophus Lie och måg till Arvid August Afzelius.
Lie avlade medicinsk ämbetsexamen 1858. Han var 1853–1881 prosektor vid universitetets anatomisal, tjänstgjorde 1859 som marinläkare, blev 1882 marinens överläkare och var 1892–1898 chef för dess sanitetsväsen. Från 1860 höll han föreläsningar vid universitetet över anatomi och embryologi och skötte 1875–1877 undervisningen i anatomi. Åren 1867–1881 var han därjämte medlem av examenskommissionen för tandläkare. Bland hans skrifter bör nämnas Lærebog i descriptiv Anatomi (1867–1869), Om Fascierne (1876) och Chirurgisch-anatomischer Atlas (1880–1884).